# 94. Infanterie-Division (Deutsches Kaiserreich)
Die 94. Infanterie-Division war ein Großverband der Preußischen Armee im Ersten Weltkrieg.

## Geschichte
Die Division wurde am 1. Juli 1917 an der Ostfront zusammengestellt, wo sie bis zum Abschluss des Friedensvertrages von Brest-Litowsk kämpfte. Anschließend beteiligte sie sich an der Okkupation großrussischen Gebietes und fungierte dann in Livland und Estland als deutsche Polizeimacht. Mitte September 1918 verlegte die Division an die Westfront und kam hier bis Kriegsende noch kurzzeitig zum Einsatz.

### Gefechtskalender

#### 1917
- 01. Juli bis 11. September – Stellungskämpfe am Serwetsch, Njemen, an der Beresina, Olschanka und Krewljanka
- 12. September bis 14. Dezember – Stellungskämpfe an der oberen Schtschara-Serwatsch-Njemen
- 15. bis 17. Dezember – Waffenruhe
- ab 17. Dezember – Waffenstillstand

#### 1918
- bis 18. Februar – Waffenstillstand
- 18. Februar bis 3. März – Verfolgungskämpfe durch Weißruthenien
- 03. März bis 19. April – Okkupation großrussischen Gebietes
- 30. April bis 18. September – Besetzung von Livland und Estland als deutsche Polizeimacht
- 18. September bis 5. Oktober – Reserve der OHL und Transport nach dem Westen
- 05. bis 10. Oktober – Stellungskämpfe in der Woëvre-Ebene und westlich der Mosel
- 11. Oktober bis 11. November – Stellungskämpfe in der Woëvre-Ebene
- ab 12. November – Rückmarsch durch Lothringen, die Rheinprovinzen und die Pfalz während des Waffenstillstandes

#### 1919
- bis 4. Januar – Rückmarsch durch Lothringen, die Rheinprovinzen und die Pfalz während des Waffenstillstandes

## Kriegsgliederung 1917/18
- 170. Landwehr-Infanterie-Brigade
  - Landsturm-Infanterie-Regiment Nr. 45
  - Infanterie-Regiment Nr. 334
  - Infanterie-Regiment Nr. 432
  - 5. Eskadron/Königs-Ulanen-Regiment (1. Hannoversches) Nr. 13
  - Reserve-Feldartillerie-Regiment Nr. 67
  - 3. Landsturm-Pionier-Kompanie/VI. Armee-Korps
  - Minenwerfer-Kompanie Nr. 94
  - Divisions-Fernsprech-Abteilung Nr. 94

## Kommandeure
| Dienstgrad      | Name                            | Datum                                  |
| --------------- | ------------------------------- | -------------------------------------- |
| Generalmajor    | Karl von Dalwigk zu Lichtenfels | 01. Juli 1917 bis 22. September 1918   |
| Generalleutnant | Georg von Heimburg              | 23. September 1918 bis 18. Januar 1919 |